# Gyökér

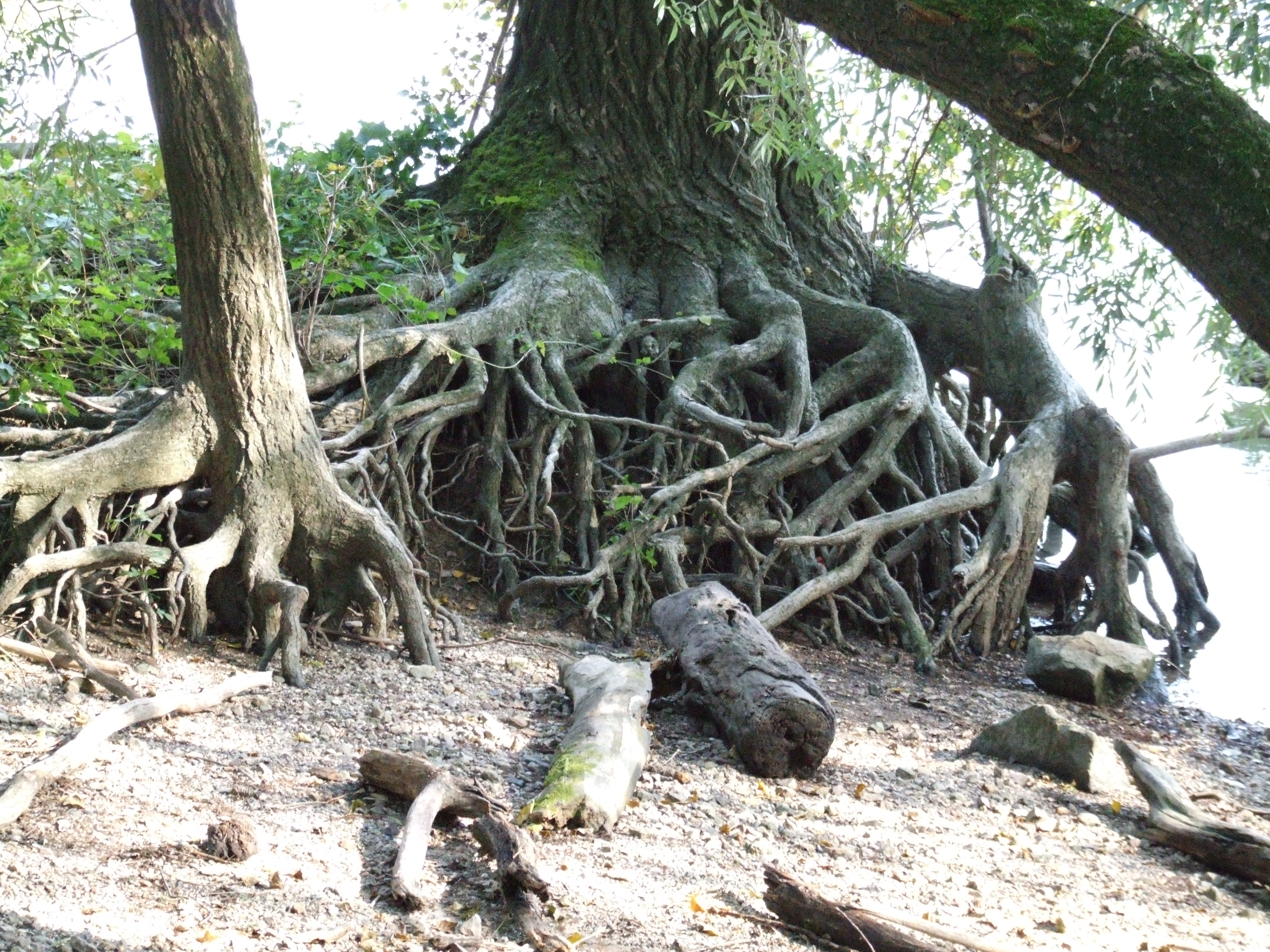

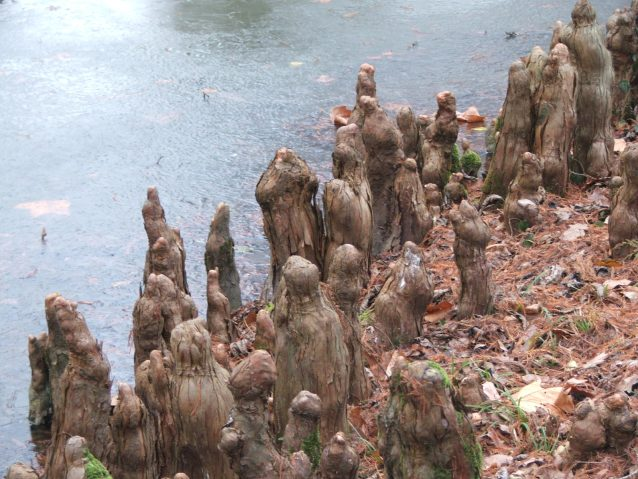
Amerikai mocsárciprus légzőgyökerei a vácrátóti botanikus kertben

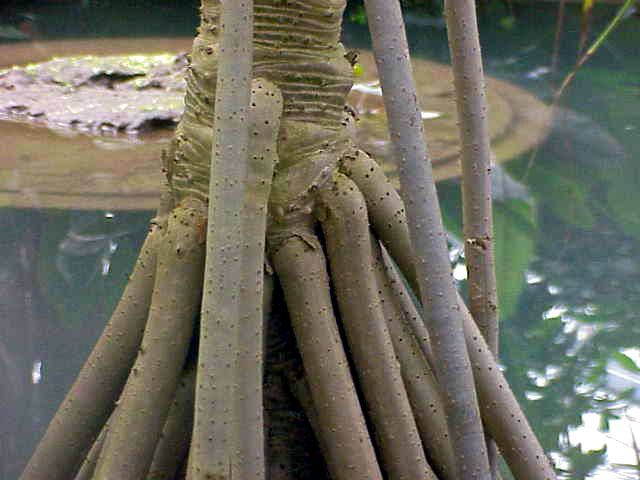
A csavarpálmák jellemző, szárról eredő, támasztó léggyökere

A gyökér (latinul radix) a hajtásos növények – azaz a harasztok, nyitvatermők és zárvatermők – jellemzően a talajban kialakult levéltelen, szártagok nélküli része, amelynek feladata a növény rögzítése, valamint a víz- és ásványianyag-felvétel. A gyökerek csúcsát a gyökérsüveg (kaliptra) borítja, ami védi a növekvő, a talajszemcsék közé behatoló gyökeret. A növekvő gyökér azzal tud a talajban könnyen előrejutni, hogy a gyökércsúcsot védő gyökérsüveg külső sejtjeinek fala a talajszemcsékkel való súrlódás következtében leszakad, ezzel együtt elnyálkásodik, s így csökkenti a súrlódást. Esetenként a gyökér mintegy a növény föld feletti szárából eredve, a talaj felé törekedve is növekedhet (léggyökér), s az sem ritka, hogy a szár a talaj alatt folytatódik (pl. rizóma). A gyökrügyből (radicula) ered. A tápanyagok koncentrációjától függően a gyökerek citokinint szintetizálnak, ami szabályozza a hajtások növekedését. A gyökerek gyakran tápanyag tárolására is szolgálnak. A legtöbb edényes növényfaj gombákkal áll szimbiotikus kapcsolatban, mikorrhizát alkotva, a gomba micéliumából kiinduló gombafonalak behálózzák a növény gyökereit, és kölcsönösen segítik egymás tápanyagokhoz jutását); ez annyira elterjedt, hogy akár azt is mondhatjuk, hogy a vizet (és szervetlen tápanyagokat) felvevő növényi szerv nem a gyökér, hanem a mikorrhiza. Egyes baktériumok is kapcsolódhatnak a gyökerekhez. 
Számos növényi hormonoknak itt található a szintézishelye (pl. citokinin), valamint ún. másodlagos növényi anyagok (pl. alkaloidok). Egy példa a nikotin a levelekben, ami a gyökérben szintetizálódott.

## Típusai
A gyökér a magban lévő gyököcskéből fejlődik. A csíragyökér a talaj felé görbül, innentől függőlegesen lefelé növekszik. Ha a főgyökéren elsőrendű, másodrendű, harmadrendű, negyedrendű, majd hajszálgyökerek keletkeznek, főgyökérrendszer típusnak (más néven heterogén radicatio, allorhizás gyökérrendszer) nevezzük. Az oldalgyökerek a talaj felszínével párhuzamosan növekednek.
Amennyiben a gyökérrendszerben nincs többszintű elágazódás, bojtos vagy mellékgyökérrendszernek (homogén radicatio, homorrhizás gyökérrendszer) nevezzük.
A kétszikűek és egyszikűek közötti különbségtétel hagyományosan egyik elkülönítő bélyege (volt) egyszikűek esetén a mellék-, kétszikűek esetében főgyökérrendszer léte.

### Valódi gyökerek
A mag csírázása során a gyököcskében fejlődik.

### Járulékos gyökerek
Keletkezésük szerint a gyökerek – ha nem a gyököcskéből indulnak fejlődésnek, járulékos gyökerek. A növény bármely részén létrejöhetnek. A gyökér szerepének megfelelő, normális működésűek, csak a keletkezésük tér el a normálistól.
Ilyen járulékos gyökerek a hajtáseredetű gyökerek, amelyek szárból, levélből hajtanak ki. Továbbá a szárcsomókon, idősebb gyökereken, levélhónaljban, virágzat sarjhagymáin alakulnak ki különböző növényeken. 
A harmatgyökerek a talaj szintjéhez közel fejlődött járulékos gyökerek. 
A földben lévő szárakon: rizómákon, tarackokon is kihajtanak, és fogalma szerint az egyszikűek mellékgyökerei is járulékos gyökerek.

### Módosult gyökerek
A környezethez való alkalmazkodás (tápanyagfelvétel, raktározás, fényért való igény, védekezés) okán a gyökerek működése, kinézete többféleképpen módosult.
A raktározó gyökerek kialakulása évelő vagy kétéves növényekre jellemző. A gumósgyökér vagy koloncos gyökér figyelhető meg pl. a dálián; 
a karógyökér (tápanyagot raktározó főgyökér), pl. a sárgarépa esetében;
a répatest kialakulásánál pedig a hajtás szövetei is részt vesznek a raktározásban, ilyen pl. a cékla.
-A léggyökerek közül az epifitákra jellemző valódi léggyökér vizet vesz fel;
-A kapaszkodó léggyökér a tapadást segíti (pl. borostyán);
-A pányvázó léggyökér a kukorica föld feletti szárcsomóiból ered;
-A támasztó léggyökér vízben élő növények (pl. csavarpálmafélék) szilárdítására jön létre;
-A légzőgyökér a gyökerek szellőzését segíti elő (pl. mocsárciprus);
-A palánkgyökér főként esőerdőkben fordul elő, ahol a fák megtámasztását szolgálja.
Az esőerdőkben vékony a talajréteg ezért a gyökerek nem tudnak mélyre hatolni. Ezért hogy ne dőljenek ki az 50 méteres fák ilyen nagy palánkgyökérnek nevezett gyökeret növesztettek.
-A gyökértövis pedig egyes pálmákon védelmi célból gyökerek átalakulásával képződik (Cryosophila warscewiczii).
-A gyökérgümők (mikorrhiza kapcsolatok) a pillangósvirágúak gyökerein figyelhetők meg, Rhizobium baktériumok okozzák, amelyek szimbiózisban élnek a növénnyel. A gümőkben élő baktériumok a levegő szabad nitrogénjét megkötik, amit később a növény nitrát formájában hasznosít.